# Solur
Solur
er et ur der måler buevinklen til solen og opdeler gradtallet i 24 timer pr. døgn. 
Ved sand soltid er kl. 12.00, når solen er højest på himlen hver dag, og det medfører at dagene, timerne bliver af varierende længde gennem året.

## Historie
De ældste, kendte solure fra arkæologiske fund er skyggeure fra omkring 1500 f.Kr benyttet i oldtidens egyptiske og babylonske astronomi. Verdens ældste, kendte omtale af et solur findes sandsynligvis i Esajas' Bog 38:8 fra omkring 700 f.Kr. "Skyggen, som går ned på Akaz' solur, fører jeg ti trin tilbage ved hjælp af solen. Så gik den de ti trin tilbage på soluret, som den var gået nedad." Det drejer sig sandsynligvis om et ur af egyptisk eller babylonsk ophav. Verdens ældste solur befinder sig på museum i Berlin. Det skriver sig fra farao Thutmose 3.s regeringstid (1479 - 1425 f.Kr), da hans navn og titler står skrevet på siden.

## Sand soltid
Målt på et faststående solur vil soltiden variere gennem året med op til ca. plus minus 16 minutter i forhold til middelsoldøgn.

## Enkel forklaring på afvigelse mellem sand soltid og middelsoltid
[[Fil:Precision sundial in Bütgenbach-Belgium.jpg|left|thumb|Præcist solur i Bütgenbach, Belgien (præcision = ±30 sekund).Arkiveret 5. september 2011 hos  Wayback Machine (Google Earth)]
På et enkelt døgn ændrer afvigelsen sig mellem et sandt soldøgn og middelsoldøgn sig kun op til plus minus 20 sekunder, men afvigelsen akkumuleres fra døgn til døgn. Summen af alle effekterne gør at tidspunktet for, hvornår solen er i syd afviger op til ca. 16 minutter til hver side i forhold til middelsoldøgn. (Se Equation-of-Time-kurve i kilde).

### Effekt A
Jorden bevæger sig om solen i en ellipsebane, og bevæger sig med den største vinkelhastighed om vinteren, når Jorden er tættest på solen (Keplers 2. lov). Hvis Jorden standsede sin rotation om egen akse, ville den ene halvdel af Jorden have dag hele tiden, og den anden halvdel nat. Men følg tanken, at Jorden ikke roterer om sin egen akse i et x-, y-, z-koordinatsystem. Så vil en rotation om solen opleves som et døgn ("et års dag"), og et normalt år bestå af 366 "rotations"dage – (minus) "et års dagen" = 365 dage.
På grund af jordens elliptiske bane reducerer vi ikke hver "rotations"dag lige hurtigt med "et års dag" gennem året.

### Effekt C
Hver døgn skal jorden rotere 360 grader + 1 grad for også at holde trit med "et års dagen" som omtalt under Effekt A.
Tiden for at rotere de 360 grader tager samme tid hver dag, da jorden roterer med konstant hastighed; (med hensyn til denne effekt).
Men den ekstra breddegrad tager kun i middelsoltid (som solbane i ækvator) 3 minutter og 56 sekunder at passere.
På årets korteste døgn reduceres middelsoltiden med faktoren cos (23,45 grader) og varer 3 minutter og 37 sekunder, og på årets længste døgn øges tiden til 4 minutter og 17 sekunder.
Solens bane (ekliptika) tegner den korteste afstand mellem to steder på samme breddegrad, der er kortere end afstanden langs breddegraden, når banen ikke er ækvator.

## Ekstern link
- Kalendermekanik Arkiveret 28. september 2006 hos  Wayback Machine: Kalendermekanik, kalenderhistorie, ...
- "Den virkelige lokale tid" Arkiveret 14. september 2009 hos  Wayback Machine: Filosofi og Videnskabsteori
- Analemma Curve Arkiveret 18. oktober 2006 hos  Wayback Machine: 8-tal kurve for solens position til et fast tidspunkt gennem året (English)